# Andreï Kolesnikov
Pour les articles homonymes, voir Kolesnikov.
Andreï Viktorovitch Kolesnikov - en russe : Андрей Викторович Колесников - (né le 26 février 1989 à Barnaoul en URSS) est un joueur professionnel russe de hockey sur glace. Il évolue au poste de défenseur.

## Biographie

### Carrière en club
Formé à l'école de glace du Motor Barnaoul, il rejoint en compagnie de son coéquipier Alekseï Tcherepanov les équipes de jeunes de l'Avangard Omsk. En 2005, il débute avec le HK CSKA Moscou dans la Pervaïa liga. Un an plus tard, il rejoint le Neftianik Leninogorsk et s'aguérit dans la Vyschaïa liga. En 2008, il s'impose dans la KHL sous les couleurs du Vitiaz Tchekhov. Le 4 novembre 2011, il est échangé au Neftekhimik Nijnekamsk en retour d'Aleksandr Sazonov.

### Carrière internationale
Il a représenté la Russie en sélection jeune. Il prend part au Défi ADT Canada-Russie en 2007.

## Trophées et honneurs personnels
- 2008-2009 : nommé recrue du mois d'octobre de la Ligue continentale de hockey.

## Statistiques

### En club
| Saison    | Équipe                 | Ligue         |    | Saison régulière | Saison régulière | Saison régulière | Saison régulière | Saison régulière |   | Séries éliminatoires | Séries éliminatoires | Séries éliminatoires | Séries éliminatoires | Séries éliminatoires |
| Saison    | Équipe                 | Ligue         | PJ | B                | A                | Pts              | Pun              | PJ               | B | A                    | Pts                  | Pun                  |                      |                      |
| 2005-2006 | HK CSKA Moscou 2       | Pervaïa liga  |    |                  |                  |                  |                  |                  |   |                      |                      |                      |                      |                      |
| 2006-2007 | CSKA Moscou 2          | Pervaïa liga  |    |                  |                  |                  |                  |                  |   |                      |                      |                      |                      |                      |
| 2006-2007 | Neftianik Leninogorsk  | Vyschaïa liga | 25 | 1                | 3                | 4                | 10               |                  |   |                      |                      |                      |                      |                      |
| 2007-2008 | Neftianik Leninogorsk  | Vyschaïa liga | 47 | 5                | 8                | 13               | 52               | 4                | 1 | 0                    | 1                    | 10                   |                      |                      |
| 2008-2009 | Vitiaz Tchekhov        | KHL           | 46 | 4                | 10               | 14               | 36               |                  |   |                      |                      |                      |                      |                      |
| 2009-2010 | Vitiaz Tchekhov        | KHL           | 44 | 3                | 9                | 12               | 28               |                  |   |                      |                      |                      |                      |                      |
| 2009-2010 | Rousskie Vitiazi       | MHL           | 16 | 4                | 12               | 16               | 12               | 3                | 1 | 0                    | 1                    | 32                   |                      |                      |
| 2010-2011 | Vitiaz Tchekhov        | KHL           | 45 | 1                | 10               | 11               | 18               | -                | - | -                    | -                    | -                    |                      |                      |
| 2011-2012 | Vitiaz Tchekhov        | KHL           | 11 | 0                | 1                | 1                | 4                | -                | - | -                    | -                    | -                    |                      |                      |
| 2011-2012 | Neftekhimik Nijnekamsk | KHL           | 9  | 0                | 0                | 0                | 2                | -                | - | -                    | -                    | -                    |                      |                      |
| 2012-2013 | Saryarka Karaganda     | VHL           | 43 | 2                | 9                | 11               | 26               | 17               | 1 | 5                    | 6                    | 2                    |                      |                      |
| 2013-2014 | Roubine Tioumen        | VHL           | 21 | 2                | 4                | 6                | 0                | 3                | 0 | 1                    | 1                    | 0                    |                      |                      |
| 2014-2015 | Chelmet Chelyabinsk    | VHL           | 41 | 1                | 9                | 10               | 22               | 6                | 0 | 2                    | 2                    | 2                    |                      |                      |